# Podział administracyjny Finlandii
Od 1 stycznia 2011 Finlandia jest podzielona na:

Podział administracyjny

- 19 regionów (fiń. maakunta, szw. landskap),
- regiony są podzielone na 70 podregionów (fiń. seutukunta, szw. ekonomisk region),
- podregiony są podzielone na 320 gmin (fiń. kunta, szw. kommun).

W 2010 Finlandia była podzielona na:
- 20 regionów
- 72 podregiony.

Historycznie, jako część Szwecji, Finlandia była podzielona na 9 krain (fiń. historialliset maakunnat, l.poj. historiallinen maakunta, szw. historiska landskap). W wyniku reformy kanclerza Axela Oxenstierny zostały one zastąpione w 1634 nowym podziałem na prowincje (szw. län, fiń. läänit), których liczba zmieniała się na przestrzeni lat. Istotne zmiany w podziale na prowincje miały miejsce w latach 1775, 1831, 1918 oraz 1997 (połączenie dotychczasowych 12 prowincji w 6 prowincji).
Istnieje także podział na 90 dystryktów lokalnych (fiń. kihlakunta, szw. härad), w których władze koordynują zadania policji, sądów, ściągania należności itp. Dystrykty lokalne są oficjalną jednostką będącą niżej w hierarchii od prowincji. Tylko prowincje i dystrykty lokalne są oficjalnymi jednostkami administracyjnymi Finlandii (tzn. częścią administracji kontrolowanej przez rząd centralny). Większość władzy lokalnej jest wykonywana w gminach, które odpowiedzialne są za około 50% wydatków publicznych w Finlandii. Regiony i podregiony są administrowane przez partycypujące w nich gminy.